# Hệ thống núi Cordillera

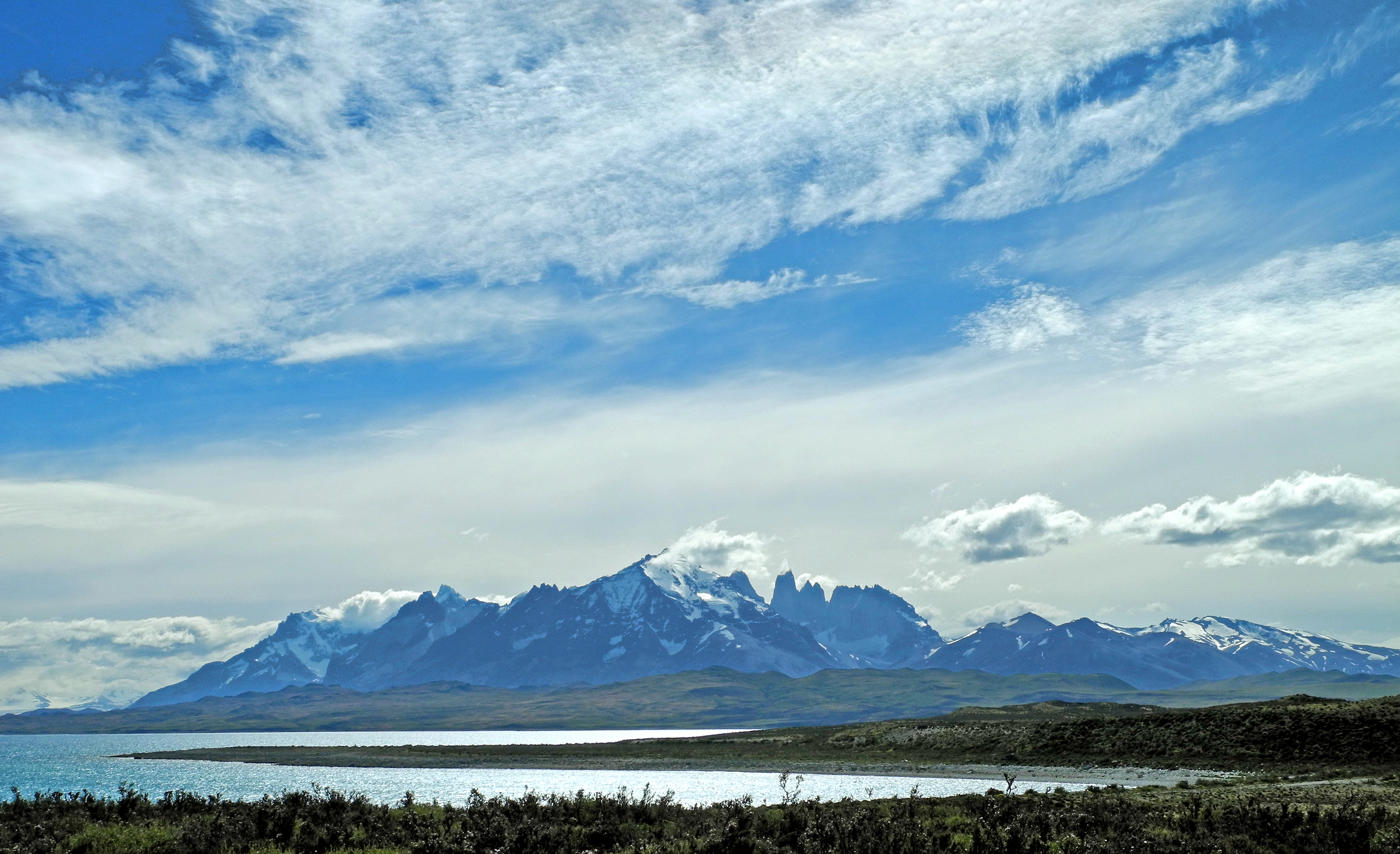
Hệ thống núi Cordillera

Hệ thống núi Cordillera (phiên âm tiếng Việt: Coóc-đi-e) chỉ vùng đất có dãy núi song song ven Thái Bình Dương trải dài khắp bờ Tây Bắc Mỹ (không bao gồm dãy núi Rocky) hoặc cũng có thể là hệ thống núi chạy dài từ Alaska đến Trung Mỹ và tiếp tục đến Nam Mĩ (có bao gồm dãy núi Rocky).  Và nằm trên đất của hai nước (không tính Mexico).
Hệ thống Cordillera cao, đồ sộ, hiểm trở là một trong những miền núi lớn trên thế giới. Miền núi này chạy dọc bờ phía tây của lục địa, kéo dài 9000 km, cao trung bình 3000m - 4000m, gồm nhiều dãy chạy song song, xen vào giữa là các cao nguyên và sơn nguyên. Dãy Codiillllera bị chia cắt mạnh bởi các thung lũng, sông tạo nên các hẻm vực).
Miền núi Cordillera có nhiều khoáng sản như đồng, vàng, quặng đa kim, uranium.